# Liste der Baudenkmale in Balje
In der Liste der Baudenkmale in Balje  sind alle Baudenkmale der niedersächsischen Gemeinde Balje aufgelistet. Die Quelle der Baudenkmale ist der Denkmalatlas Niedersachsen. Der Stand der Liste ist der 16. Oktober 2021.

## Allgemein
In den Spalten befinden sich folgende Informationen:
- Lage: die Adresse des Baudenkmales und die geographischen Koordinaten. Kartenansicht, um Koordinaten zu setzen. In der Kartenansicht sind Baudenkmale ohne Koordinaten mit einem roten Marker dargestellt und können in der Karte gesetzt werden. Baudenkmale ohne Bild sind mit einem blauen Marker gekennzeichnet, Baudenkmale mit Bild mit einem grünen Marker.
- Bezeichnung: Bezeichnung des Baudenkmales
- Beschreibung: die Beschreibung des Baudenkmales. Unter § 3 Abs. 2 NDSchG werden Einzeldenkmale und unter § 3 Abs. 3 NDSchG Gruppen baulicher Anlagen und deren Bestandteile ausgewiesen.
- ID: die Objekt-ID des Baudenkmales
- Bild: ein Bild des Baudenkmales, ggf. zusätzlich mit einem Link zu weiteren Fotos des Baudenkmals im Medienarchiv Wikimedia Commons. Wenn man auf das Kamerasymbol klickt, können Fotos zu Baudenkmalen aus dieser Liste hochgeladen werden:

## Balje

### Gruppe: Gutshof Altenwisch
Die Gruppe hat die ID 30898145. Der Gutshof Altenwisch umfasst das Herrenhaus von 1881 und einen etwa zeitgleich errichteten Pferdestall sowie den großen, die Gebäude umgebenden und sich bis zum südlichen Elbdeich ziehenden Gutspark.

| Lage                                    | Bezeichnung | Beschreibung | ID       | Bild |
| --------------------------------------- | ----------- | --- | -------- | ---- |
| Altenwisch 1 53° 48′ 30″ N, 9° 4′ 9″ O  | Gutshaus    | Zweigeschossiger Backsteinbau in Formen des Historismus, unter vielfach gegliedertem Schieferdach. Zwei Schauseiten mit der Süd- und Ostfassade; asymmetrisch aufgebaut mit Erkern, Türmen, Balkonen; dekorative Backsteingliederung und Schmuckformen. Erbaut 1881 (i).                    | 30901081 | BW   |
| Altenwisch 1 53° 48′ 28″ N, 9° 4′ 12″ O | Park        | Der große Park des Gutes Altenwisch zieht sich im Süden bis an den Deichkörper. | 30901881 | BW   |
| Altenwisch 1 53° 48′ 27″ N, 9° 4′ 6″ O  | Stall       | Backsteinbau mit gotisierenden Stilelementen unter ziegelgedecktem Satteldach. Erhaltene Innengestaltung mit Kappengewölben, gusseisernen Säulen mit neogotischen Kapitellen, farbigen Fliesen und Buntglasfenstern in Gusseisenfassung. Erbaut in der zweiten Hälfte des 19. Jahrhunderts. | 30901106 | BW   |

### Gruppe: Gutshof Hörne-West
Die Gruppe hat die ID 30898208. Das Gutshaus Hörne-West steht in einer großzügigen Parkanlage, an deren westlichem Rand zwei Landarbeiterhäuser erhalten sind. Nördlich des Gutshauses befindet sich der Wirtschaftshof mit den Wirtschaftsgebäuden.

| Lage                                     | Bezeichnung  | Beschreibung | ID       | Bild |
| ---------------------------------------- | ------------ | --- | -------- | ---- |
| Hörne-West 46 53° 49′ 23″ N, 9° 4′ 56″ O | Gutshaus     | Zweigeschossiger gelber Backsteinbau, unter schiefergedecktem Satteldach. Südliche Hauptfassade mit zwei gleichartigen, jeweils dreigeschossigen Seitenrisaliten, zwischen denen der mit einem in rotem Backstein gemauerte mittige Treppengiebel zurückspringt. Zudem Ziersteinsetzungen, Muster und Schmuckformen in Backstein. Im Norden schließt ein älterer Wirtschaftsteil an. Erbaut 1871 (i). | 30901699 | BW   |
| Hörne-West 46 53° 49′ 24″ N, 9° 4′ 57″ O | Nebengebäude | An die schlichte Nordfassade des Gutshauses schließen sich ältere Wirtschaftsgebäude, teilweise aus Fachwerk, überwiegend aus Backstein an und bilden einen Wirtschaftshof. Der Anbau direkt am Herrenhaus stammt aus dem 18., die übrigen Bauten aus dem 19. Jahrhundert. | 30901722 | BW   |
| Hörne-West 46 53° 49′ 22″ N, 9° 4′ 59″ O | Park         | Die großzügige Parklandschaft des Gutshauses Hörne-West liegt südlich davon. | 30901898 | BW   |
| Hörne-West 62 53° 49′ 22″ N, 9° 4′ 52″ O | Heuerhaus    | Schlichtes, aus Backstein errichtetes Wohnhaus mit Fachwerk im Straßengiebel, L-förmiger Grundriss. Unter einem reetgedeckten Satteldach, im Wohngiebel als Walm ausgebildet. Erbaut im 19. Jahrhundert als Landarbeiterhaus des Gutshofs Hörne-West. | 30901740 | BW   |
| Hörne-West 56 53° 49′ 20″ N, 9° 4′ 52″ O | Heuerhaus    | Schlichtes, aus Fachwerk mit Backsteinausfachung errichtetes Wohnhaus mit dem Giebel zur Straße. Unter einem reetgedeckten Dach, im Straßengiebel als Halbwalm, im Wohngiebel als Vollwalm ausgebildet. Erbaut im 19. Jahrhundert als Landarbeiterhaus des Gutshofs Hörne-West. | 30901681 | BW   |

### Gruppe: Baljerdorf 35
Die Gruppe hat die ID 30898156. Typische Kehdinger Hofanlage mit Haupthaus und Wirtschaftsgebäuden.

| Lage                                     | Bezeichnung               | Beschreibung | ID       | Bild |
| ---------------------------------------- | ------------------------- | --- | -------- | ---- |
| Baljerdorf 35 53° 49′ 14″ N, 9° 9′ 33″ O | Scheune                   | Große Scheune aus Fachwerk mit Backsteinausfachung, firstparallel zum Haupthaus ausgerichtet. Unter Satteldach. Errichtet um 1800. | 30901453 | BW   |
| Baljerdorf 35 53° 49′ 14″ N, 9° 9′ 34″ O | Wohn-/ Wirtschaftsgebäude | Zur Straße traufständiger Fachwerkbau mit Backsteinausfachung unter Satteldach in Reetdeckung. Dreifach vorkragender Wirtschaftsgiebel mit reich profilierten Knaggen, zwischen denen ebenfalls profilierte Füllhölzer liegen. Im Wohnteil mehrere Kreuzstockfenster des 18. und 19. Jahrhunderts erhalten. Errichtet 1785 (i). | 30901431 | BW   |
| Baljerdorf 35 53° 49′ 14″ N, 9° 9′ 37″ O | Scheune                   | | 49864946 | BW   |

### Einzelbaudenkmale
| Lage                                         | Bezeichnung               | Beschreibung | ID       | Bild           |
| -------------------------------------------- | ------------------------- | --- | -------- | -------------- |
| Bei der Kirche 53° 49′ 53″ N, 9° 7′ 51″ O    | Kirche                    | Die evangelische St. Mariakirche wurde 1936–38 als Ersatz für eine niedergebrannte, in Teilen aus dem Mittelalter stammende Kirche erbaut. Es handelt sich um einen gedrungenen Backsteinbau, dessen regelmäßig gemauerte Wandflächen nur wenige Öffnungen aufweisen. Jeder Bauteil besitzt ein eigenes pfannengedecktes Sattel- oder Pultdach. Der mächtige quadratische Westturm schließt mit einem pfannengedeckten Pyramidendach ab. | 30901126 | Weitere Bilder |
| Bei der Kirche 4 53° 49′ 54″ N, 9° 7′ 48″ O  | Pfarrhaus                 | Traufständiges, weit zurück stehendes Fachwerkgebäude mit Backsteinausfachungen, unter ziegelgedecktem Walmdach. Errichtet in der ersten Hälfte des 19. Jahrhunderts als Pfarrhaus, nach dem Neubau des Pfarrhauses südlich der Kirche Ende des 19. Jahrhunderts dann kurzzeitig als Schule genutzt. | 30901238 | BW             |
| Ber der Kirche 12 53° 49′ 52″ N, 9° 7′ 48″ O | Wohnhaus                  | Giebelständiges Fachwerkhaus mit Backsteinausfachungen, Rückseite teilweise massiv in Backstein; unter Satteldach. Errichtet in der ersten Hälfte des 19. Jahrhunderts. Jüngerer traufständiger Fachwerkanbau nach Osten. | 30901220 | BW             |
| Bei der Kirche 5 53° 49′ 51″ N, 9° 7′ 51″ O  | Pfarrhaus                 | Traufständiges eingeschossiges Backsteingebäude unter schiefergedecktem Satteldach. Schlichte siebenachsige, symmetrisch aufgebaute Fassade mit mittigem Eingang in einem übergiebelten Risalit. Letzter in neogotischer Formensprache. Erbaut Ende des 19. Jahrhunderts. | 30901203 | BW             |
| Bei der Kirche 53° 49′ 41″ N, 9° 7′ 44″ O    | Mausoleum Von der Decken  | Rechteckiger Backsteinbau mit Schieferdach. Fassadengliederung mit rundbogigen Wandnischen. Erbaut 1876. | 30901145 | BW             |
| Bei der Kirche 53° 49′ 47″ N, 9° 7′ 46″ O    | Tor                       | Eingang zum örtlichen Friedhof: Friedhofstor aus Gusseisen. In die beiden durchbrochen gearbeiteten und mit griechischen Vasen bekrönten, pilasterartigen Torpfosten sind eiserne Flügel eingehängt. Errichtet 1844 (i). | 30901165 | BW             |
| Deichstraße 9 53° 49′ 50″ N, 9° 8′ 31″ O     | Wohn-/ Wirtschaftsgebäude | Sehr großes, zum Elbdeich traufständiges Hallenhaus aus Fachwerk mit Backsteinausfachung unter Satteldach in Reetdeckung. Wirtschaftsgiebel in engmaschigem Gitterfachwerk. Errichtet 1862 (i). | 30901256 | BW             |
| Deichstraße 27 53° 49′ 50″ N, 9° 8′ 18″ O    | Wohn-/ Wirtschaftsgebäude | Sehr großer Zweiständerbau in Fachwerk mit Backsteinausfachung, unter reetgedecktem Halbwalmdach. Errichtet 1773 (i). 1921 durch zwei große Zwerchhäuser an den Längsseiten erweitert. Giebelständig zum Elbdeich gelegen. | 30901296 | BW             |
| Deichstraße 73 53° 49′ 54″ N, 9° 7′ 50″ O    | Schule                    | Die ehemalige Schule von Balje wurde im 19. Jahrhundert errichtet. Es handelt sich um einen Backsteinbau, giebelständig zum Elbdeich und traufständig zur Straße Bei der Kirche, unter einem ziegelgedeckten Halbwalmdach. | 30901337 | BW             |
| Elbdeich-Ost 43 53° 49′ 49″ N, 9° 8′ 43″ O   | Wohn-/ Wirtschaftsgebäude | Giebelständig zum Deich stehende, eingeschossige Fachwerkkate unter reetgedecktem Satteldach, Halbwalm am Wohnende. Wohngiebel massiv in Backstein ersetzt, ansonsten Backsteinausfachung. Entspricht in kleinerer Form dem traditionellen Hallenhaus mit Dielentor und Mistgangtüren. Errichtet zu Beginn des 19. Jahrhunderts. | 30901625 | BW             |
| Elbdeich-West 11 53° 49′ 55″ N, 9° 6′ 59″ O  | Wohn-/ Wirtschaftsgebäude | Kleines Fachwerkhaus mit Backsteinausfachung unter Satteldach mit Reetdeckung, errichtet in der Mitte des 19. Jahrhunderts. Großer Anbau mit gleicher Konstruktion an der Nordtraufe, jüngerer Backsteinanbau nach Westen. | 30901354 | BW             |
| Faulenhofe-Ost 53° 49′ 39″ N, 9° 7′ 21″ O    | Gefallenendenkmal         | Das Gefallenendenkmal von Balje besteht aus Sandstein. Im Mittelteil Darstellung einer Trauernden mit Kind, beiderseits des Reliefs Gedenkspruch. Darunter die Jahreszahlen 1914-1918 und 1939-1945. Errichtet um 1920 für die Gefallenen des Ersten Weltkriegs, später erweitert für die Gefallenen des Zweiten Weltkriegs. | 30901186 | BW             |
| Faulenhofe-Ost 15 53° 49′ 34″ N, 9° 7′ 42″ O | Wohn-/ Wirtschaftsgebäude | Kate aus Fachwerk unter reetgedecktem Satteldach mit Halbwalm am Wohnteil. Gleichmäßiges Fachwerkgefüge mit Backsteinausfachung. Errichtet im 19. Jahrhundert auf einer Wurt. | 30901643 | BW             |
| Faulenhofe-Ost 15 53° 49′ 33″ N, 9° 7′ 43″ O | Wurt                      | | 30901866 | BW             |
| Hörner Außendeich 53° 52′ 7″ N, 9° 4′ 49″ O  | Leuchtturm                | Der Leuchtturm Balje ist ein auf einem Betonsockel errichteter, ca. 20 m hoher massiver Turm über Kreisgrundriss. Außenwände verputzt. Zwei umlaufende Galerien. Unter flachem Kegeldach. Erbaut 1903–04. | 30901375 | Weitere Bilder |
| Neuenhof 7 53° 49′ 5″ N, 9° 2′ 52″ O         | Wohn-/ Wirtschaftsgebäude | Hallenhaus mit Wirtschaftsteil aus Fachwerk mit Backsteinausfachungen und Wohnteil massiv aus Backstein, unter reetgedecktem Satteldach, dabei im Wohnteil als Halbwalm ausgebildet. Errichtet in der zweiten Hälfte des 19. Jahrhunderts auf einer Wurt. | 30901777 | BW             |
| Neuenhof 7 53° 49′ 5″ N, 9° 2′ 51″ O         | Wurt                      | Die Wurt befindet sich östlich des 1968 errichteten Ostesperrwerks. | 30901851 | BW             |